# Ricardo Ernesto Centellas Guzmán
Ricardo Ernesto Centellas Guzmán (* 7. November 1962 in Suquistaca) ist ein bolivianischer Geistlicher, römisch-katholischer Erzbischof von Sucre und Primas von Bolivien.

Erzbischofswappen von Ricardo Ernesto Centellas Guzmán

## Leben
Ricardo Ernesto Centellas Guzmán empfing am 11. August 1988 die Priesterweihe für das Erzbistum Sucre. Nach weiteren Studien erwarb er an der Päpstlichen Universität Gregoriana ein Lizenziat in Spiritualität.
Papst Benedikt XVI. ernannte ihn am 30. Juni 2005 zum Titularbischof von Turres Ammeniae und Weihbischof in Potosí. Der Bischof von Potosí, Walter Pérez Villamonte, spendete ihm am 15. September desselben Jahres die Bischofsweihe; Mitkonsekratoren waren Erzbischof Ivo Scapolo, Apostolischer Nuntius in Bolivien, und Jesús Gervasio Pérez Rodríguez OFM, Erzbischof von Sucre.
Am 25. November 2009 wurde er zum Bischof von Potosí ernannt und am 28. Januar 2010 in das Amt eingeführt.
Von 2012 bis 2015 war er stellvertretender Vorsitzender der Bolivianischen Bischofskonferenz. Am 17. November 2015 wurde er zum Vorsitzenden der Bischofskonferenz gewählt und 2018 in diesem Amt bestätigt.
Papst Franziskus ernannte ihn am 11. Februar 2020 zum Erzbischof von Sucre. Die für den 16. April 2020 vorgesehene Amtseinführung wurde wegen der COVID-19-Pandemie zunächst ausgesetzt und fand zwei Monate später, am 16. Juni statt. Nachdem am 11. Februar 2021 eine Päpstliche Bulle dem Erzbistum Sucre die Primaswürde für Bolivien verlieh, ist Erzbischof Ricardo Ernesto Centellas Guzmán erster Inhaber dieses Amtes.